# 1029 км (зупинний пункт)
1029 км — зупинний пункт Дніпровської дирекції залізничних перевезень Придніпровської залізниці на двоколійній електрифікованій постійним струмом лінії Павлоград I — Синельникове I між станціями Зайцеве та Синельникове I. Розташований на північній околиці міста Синельникового Синельниківського району Дніпропетровської області. Від зупинного пункту відгалужується одноколійна лінія у напрямку станції Синельникове II. Поруч пролягає автошлях регіонального значення Р85.

## Пасажирське сполучення
Посадка та висадка пасажирів на зупинному пункті 1029 км у приміські поїзди не здійснюється.